# St Nicholas Church (Nicholaston)

Die Kirche von Süden

Die  St Nicholas Church ist eine kleine Kapelle auf der Halbinsel Gower in Wales. Die als Kulturdenkmal der Kategorie Grade II* geschützte Kirche gilt als Meisterwerk der Neugotik.

## Lage
Die kleine Kirche steht in einem ummauerten Kirchhof südlich der Straße zwischen Penmaen und Penrice im kleinen Weiler Nicholaston. Von der auf einer Klippe gelegenen Kirche hat man einen weiten Blick über die Oxwich Bay.  

## Geschichte
Eine ältere Kirche lag südlich des heutigen Standorts näher am Meer. Im 13. oder 14. Jahrhundert wurde am jetzigen Standort eine kleine, schlichte Kirche errichtet. Von 1892 bis 1894 wurde auf Veranlassung von Olive Talbot, einer Tochter von Christopher Rice Mansel Talbot, die heutige Kirche auf den alten Grundmauern neu errichtet. Der Bau wurde zwar als Rekonstruktion der alten Kirche bezeichnet, wurde jedoch wesentlich aufwändiger ausgeführt und innen reich verziert. Die Familie Talbot hatte im nahe gelegenen Penrice Castle einen Landsitz, die Auftraggeberin starb jedoch kurz vor der Vollendung des Baus. Die Entwürfe für den £ 2000 teuren Bau fertigte G.E. Halliday, die Bauausführung übernahm William Clarke aus Llandaff. 
Die Kirche gehört heute zusammen mit den Kirchen St Illtyd in Ilston, St John Baptist in Penmaen und St Mary in Pennard zur Parish of Three Cliffs, einer Pfarrei der Diözese Swansea und Brecon der Church in Wales. Auf Anfrage ist die Kirche von innen zu besichtigen. 

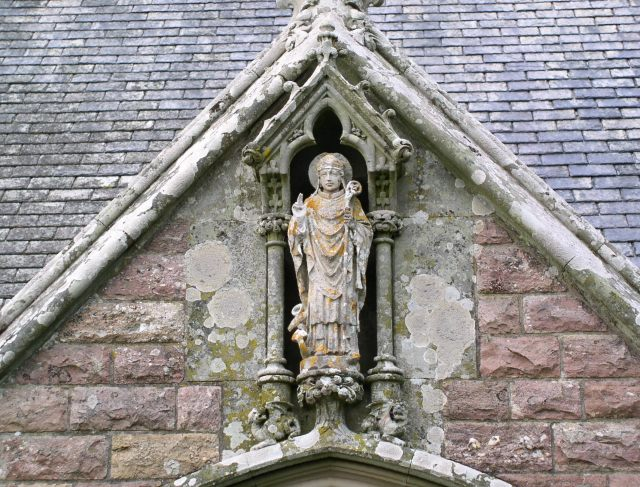
Nikolausstatue über dem Südportal

## Baubeschreibung
Die kleine Kirche wurde im Stil der Early English Period mit aufwändigen Verzierungen und Details errichtet. Teile des alten Mauerwerks wurden unter anderem im Chorbogen wieder verwendet. Die Kirche besitzt ein einschiffiges Langhaus mit einem schmaleren und niedrigeren Ostchor, einer südlichen Eingangsvorhalle mit einem reich verzierten Portal und einer Sakristei im Nordwesten des Gebäudes. Die Außenmauern sind aus unregelmäßigem Sandstein mit grau-grünen Steineinfassungen, das Dach ist mit Schiefer gedeckt. Am Westende des Daches befindet sich ein kleiner Dachreiter mit einer 1516 vermutlich in den Niederlanden gegossenen Glocke. 
Die Ausstattung der Kirche erfolgte im spätviktorianischen Stil mit zahlreichen Schnitzereien und Steinmetzarbeiten. Die Wände sind hell verputzt, das Gewölbe ist aus Eichenholz. Der romanische Taufstein stammt vermutlich noch aus der ersten Kirche, das Altarretabel aus Alabaster ist besonders reich verziert. Die schmalen Lanzettfenster besitzen um 1894 gefertigte Buntglasfenster. An der Nordseite des Langhauses befindet sich eine Gedenktafel für Olive Talbot.
Die Steinkiste von Nicholaston liegt nordwestlich der St Nicholas Church.